# Demetrio Albertini
Demetrio Albertini (Besana in Brianza, Italija, 23. kolovoza 1971.) je talijanski umirovljeni nogometaš i bivši nacionalni reprezentativac. S A.C. Milanom je osvojio pet talijanskih prvenstava i tri Lige prvaka.
Kao talijanski reprezentativac nastupio je na dva svjetska (1994. i 1998.) te dva europska (1996. i 2000.) prvenstva. S Italijom je na EURU 2000. bio viceprvak Europe.

## Karijera

### Klupska karijera
Albertini je dijete AC Milana u kojem se igrački razvijao kroz omladinske sastave a 1988. godine priključen je u seniorsku momčad. Za klub je igrao nevjerojatnih 14 godina te je s njime tijekom 1990-ih dominirao talijanskim i europskim nogometom. Riječ je o jednom od najuspješnijih razdoblja u povijesti kluba.
Nakon odlaska iz milanske momčadi 2002., Albertini prelazi u Atlético Madrid a nakon toga u rimski Lazio s kojim je 2004. osvojio Coppa Italiju. Nakon kratkog razdoblja u Atalanti Bergamo, Demetrio 2005. potpisuje za FC Barcelonu s kojom je iste godine postao španjolski prvak.
Igrač je prekid igračke karijere objavio u prosincu 2005. s željom da postane nogometni trener.

### Reprezentativna karijera
Prije debija za seniorsku reprezentaciju, Albertini je nastupao za juniorske U18 i U21 sastave dok je s olimpijskom selekcijom igrao na OI u Barceloni 1992. Iste godine je s U21 momčadi osvojio juniorsko europsko prvenstvo.
Albertini je s talijanskom reprezentacijom igrao na Svjetskom prvenstvu 1994. u SAD-u gdje je Italija poražena u finalu od Brazila nakon izvođenja jedanaesteraca. Nakon toga s reprezentacijom je nastupao na EURU 1996. i Svjetskom prvenstvu 1998. Svoj posljednji veći uspjeh s nacionalnom momčadi, Albertini je ostvario na EURU 2000. gdje je Italija u šokantnom finalu izgubila od Francuske. Također, Albertini je na tom prvenstvu uveden u najbolju momčad turnira.

#### Pogoci za reprezentaciju
| #  | Datum              | Mjesto                  | Protivnik | Pogodak | Rezultat | Natjecanje                  |
| -- | ------------------ | ----------------------- | --------- | ------- | -------- | --------------------------- |
| 1. | 25. ožujka 1995.   | Salerno, Italija        | Estonija  | 2 : 0   | 4 : 1    | Kvalifikacije za EURO 1996. |
| 2. | 8. listopada 1995. | Poljud, Split, Hrvatska | Hrvatska  | 1 : 0   | 1 : 1    | Kvalifikacije za EURO 1996. |
| 3. | 8. lipnja 1997.    | Lyon, Francuska         | Brazil    | 2 : 0   | 3 : 3    | Prijeteljski turnir         |

## Osvojeni trofeji

### Klupski trofeji
| Klub         | Trofej                 | Godina / sezona |
| Italija      | Italija                | Italija         |
| ------------ | ---------------------- | --------------- |
| AC Milan     | Supercoppa Italiana    | 1988.           |
| AC Milan     | Liga prvaka            | 1988./89.       |
| AC Milan     | Interkontinentalni kup | 1989.           |
| AC Milan     | Superkup Europe        | 1989.           |
| AC Milan     | Liga prvaka            | 1989./90.       |
| AC Milan     | Superkup Europe        | 1990.           |
| AC Milan     | Serie A                | 1991./92.       |
| AC Milan     | Supercoppa Italiana    | 1992.           |
| AC Milan     | Serie A                | 1992./93.       |
| AC Milan     | Supercoppa Italiana    | 1993.           |
| AC Milan     | Serie A                | 1993./94.       |
| AC Milan     | Liga prvaka            | 1993./94.       |
| AC Milan     | Superkup Europe        | 1994.           |
| AC Milan     | Supercoppa Italiana    | 1994.           |
| AC Milan     | Serie A                | 1995./96.       |
| AC Milan     | Serie A                | 1998./99.       |
| Lazio        | Coppa Italia           | 2004.           |
| Španjolska   |                        |                 |
| FC Barcelona | Primera                | 2004./05.       |

### Reprezentativni trofeji
| Turnir                 | Trofej | Godina |
| ---------------------- | ------ | ------ |
| Europsko U21 prvenstvp | Zlato  | 1992.  |
| EURO 2000.             | Srebro | 2000.  |
| EURO 2000.             | Srebro | 2000.  |

### Individualni trofeji
| Trofej                     | Godina |
| -------------------------- | ------ |
| All-Star momčad EURA 2000. | 2000.  |

### Ordeni
- Cavaliere Ordine al Merito della Repubblica Italiana: 2000.

- Ufficiale Ordine al merito della Repubblica Italiana: 2006.

## Vanjske poveznice
- Albertinijeva statistika  Arhivirana inačica izvorne stranice od 16. srpnja 2011. (Wayback Machine)
- ITALY VS. ESTONIA 4 - 1
- CROATIA VS. ITALY 1 - 1
- ITALY VS. BRAZIL 3 - 3